# Gaston Albert Gohierre de Longchamps
Gaston Albert Gohierre de Longchamps, né le 1er mars 1842 à Alençon et mort le 9 juillet 1906 à Paris, est un mathématicien français. Ses travaux portent sur la théorie des nombres (primalité de 2n±1, nombres de Bernoulli), sur les courbes algébriques (trissectrice de Longchamps) ou sur la géométrie du triangle (point de Longchamps).
Il co-dirige puis dirige seul, de 1882 à 1896, le Journal de Mathématiques élémentaires et  le Journal de Mathématiques spéciales, créés en 1877 et 1879 par Justin Bourget.

## Biographie
Gaston (c'est son prénom usuel) Gohierre de Longchamps commence ses études au lycée Charlemagne puis est élève de mathématiques spéciales au lycée Bonaparte (actuel lycée Condorcet). En  1863, il entre à l'École normale supérieure où il suivra notamment les cours de Victor Puiseux, Charles Hermite et Charles Auguste Briot.
En 1866, il est chargé de cours de mathématiques au lycée impérial de Mont-de-Marsan (Landes), qui vient d'être inauguré, puis en 1869 de mathématiques élémentaires au lycée de Poitiers (Vienne). En 1871, il est sous-lieutenant volontaire au 10e régiment d'artillerie et obtient l'agrégation de mathématiques. De 1873 à 1897, il enseigne en classe de mathématiques spéciales, d'abord au lycée de Poitiers, puis à Paris : collège Rollin (actuel lycée Jacques-Decour) en 1878-1879, lycée Charlemagne de 1879 à 1890, lycée Saint-Louis de 1890 à 1897. Censeur au lycée Charlemagne en 1897-1898 puis professeur de mathématiques élémentaires au lycée Condorcet, il prend sa retraite en 1900. Il est alors nommé examinateur d'entrée à l'École spéciale militaire de Saint-Cyr, fonctions qu'il occupe jusqu'à sa mort.
 Chevalier de la Légion d'honneur (1890)
Il est inhumé au cimetière du Montparnasse.

## Ses travaux
Longchamps a travaillé sur la théorie des nombres, les intégrales eulériennes et les courbes algébriques.

## Publications
- Mémoire sur les transversales réciproques (1866)
- « Étude sur les nombres de Bernoulli », dans Annales scientifiques de l'École normale supérieure, 1878.
- « Étude sur les intégrales eulériennes de seconde espèce », dans Annales scientifiques de l'École normale supérieure, 1878.
- Géométrie récurrente (Nouvelle Correspondance, 1877)
- Les Fractions étagées (Giornale di Mathematiche, vol. XV)
- Rectification des cubiques circulaires (C. R. de l'Académie des sciences, 1887)
- Gaston Albert Gohierre de Longchamps, Les Fonctions pseudo et hyper-bernoulliennes, C. R. de l'Académie de Belgique, 1889 (lire en ligne)
- Étude de l'espace infinitésimal associé au sommet d'une courbe plane (Ass. française pour l'avancement des sciences, 1891)

Gohierre de Longchanps a publié en outre plusieurs volumes, destinés surtout à l'enseignement
- Cours de mathématiques spéciales: Algèbre
- Géométrie analytique à deux dimensions
- Géométrie analytique à trois dimensions
- Supplément au cours de mathématiques spéciales
- Géométrie de la règle et de l'équerre